# Noitibó-orelhudo
O noitibó-orelhudo (Lyncornis macrotis) é uma espécie de ave da família Caprimulgidae nativo do sul asiático. É a maior espécie da família em termos de comprimento, que pode variar de 31 a 41 centímetros. Os machos pesam uma média de 131 gramas e as fêmeas pesam uma média de 151 gramas, tornando-se a segunda espécie mais pesada da família após o corucão (Chordeiles nacunda).

## Distribuição e habitat
Pode ser encontrado em Bangladesh, Camboja, China, Índia, Indonésia, Laos, Malásia, Myanmar, Filipinas, Tailândia e Vietname. Os seus habitats naturais são florestas subtropicais ou tropicais húmidas de baixa altitude.

## Comportamento
Como outros noitibós, eles são ativos ao entardecer e à noite. Possuem um chamado distinto que inclui um tsiik agudo seguido por uma pausa e um ba-haaww de duas sílabas.

### Reprodução
O ninho é feito no chão e a ninhada consiste em um único ovo. Os filhotes ficam sempre bem camuflados entre a serapilheira.

## Subespécies
Possui cinco subspécies reconhecidas ao longo de sua distribuição:
- Lyncornis macrotis macrotis: ocorre nas ilhas das Filipinas
- Lyncornis macrotis bourdilloni: ocorre nos Gates Ocidentais e no sul da Índia
- Lyncornis macrotis cerviniceps: ocorre emBangladesh até o noroeste da Índia e sul da China, Indochina e norte da Malásia
- Lyncornis macrotis jacobsoni: ocorre na ilha de Simeulue, em Sumatra na Indonésia
- Lyncornis macrotis macropterus: ocorre nas ilhas de Celebes, Talaud, Sangihe, Banggai e Sula.